# Литофити
Литофити или петрофити (лат. lithophyta или petrophyta; litus=морска обала, приморје, petra=стена, хрид) су група биљака које су прилагођене животу на површини камења и стена или испод површине, у стени. Могу се класификовати као:
- епилити, они који расту на површини и
- ендолити, они који расту у пукотинама стена,[4] а називају се још и хазмофити.[5]

Литофити се такође могу класификовати и као:
- типични, они који расту искључиво на стенама и
- факултативни, они који могу расти делимично на стени и на другом супстрату истовремено.[6]

## Исхрана
Литофити који расту на копну хране се хранљивим материјама из кишнице и оближњих распадајућих биљака, укључујући сопствено мртво ткиво. Хазмофити лакше добијају хранљиве материје јер расту у пукотинама стена, где се накупља земља или органска материја. За већину литофита, азот је доступан само кроз интеракцију са атмосфером, а најдоступнији облик азота у атмосфери је гасовито стање амонијака. Да би могли ефикасно да апсорбују оно мало хранљивих материја доступних на стенама или стеновитим подлогама, Литофити су развили одређене адаптације. Поседују мањи број коренских длака и већи пречник корена у поређењу са другим биљним врстама. Да би повећале ефикасност упијања хранљивих материја литофитне биљке користе микоризу, симбиотску везу биљака и гљива, што им омогућава повећан унос хранљивих материја и воде.

## Литофити на старим зидовима
Зидови и друге камене грађевине могу бити насељене биљкама на сличан начин као и литице. Ове природне формације су неуобичајене, посебно у низијама, па су зидови важни за одржање оваквих биљака. Неке од ових биљака чак имају и „зид“ као део њиховог народног или научног назива. Тако се, на пример, шебој на енглеском језику зове wallflower - зидни цвет (енг. wall=зид, flower=цвет), а Cymbalaria muralis (лат. muralis=зидни) је добро познати становник многих градских зидина. Ово указује на давно успостављену везу и прилагођавање оваквих биљака вештачким структурама урбаних средина.

### Тенисонова песма инспирисана литофитима
Године 1863. енглески песник Алфред Тенисон је написао кратку и садржајну песму метафизичког садржаја Flower in the Crannied Wall (Цвет у испуцаном зиду) пошто је посматрао једну такву биљку која је   расла из зида „Бунара жеља“ у данас заштићеном резервату Waggoners Wells у Хемпширу.
Вегетација на зидовима је званично део енглеског наслеђа и као таква законом заштићена.
Flower in the crannied wall,
I pluck you out of the crannies,
I hold you here, root and all, in my hand,
Little flower—but if I could understand
What you are, root and all, and all in all,
I should know what God and man is.

## Примери
Примери литофита могу се наћи међу орхидејама, бромелијама, као и многим папратима, алгама и јетрењачама. Литофити се такође могу пронаћи у многим другим породицама биљака, какве су љиљани, амарилиси, бегоније, козокрвнице, жедњаци, бибери и селагинеле.

### Биљке месождерке
Пошто су литофитима или хазмофитима хранљиве материје тешко доступне, многе врсте биљака месождерки могу се посматрати као унапред прилагођене животу на стенама. Конзумирањем плена, ове биљке могу прикупити више хранљивих материја него литофити који нису месождери.

## Галерија
- Erinus alpinus, врста из реда уснатица, расте из пукотине у малтеру каменог зида
- Различите врсте литофита које расту на пешчару
- Врста из рода зевалица Asarina procumbens насељава пукотине у зиду исто као што насељава силикатне стене у природи
- Шебој који расте из старих градских зидина од цигле